# Liste der Länderspiele der Futsalnationalmannschaft der Vereinigten Staaten der Frauen
Die nachfolgende Liste enthält alle Länderspiele der Futsalnationalmannschaft der Vereinigten Staaten der Frauen, die der Fußballverband der USA, die United States Soccer Federation (USSF), im Jahr 2001 gegründet hat. Futsal ist die einzige von der FIFA anerkannte Variante des Hallenfußballs. Bisher wurden zwei Länderspiele ausgetragen.

## Länderspielübersicht
Legende
- Erg. = Ergebnis
- n. V. = nach Verlängerung
- i. S. = im Sechsmeterschießen
- abg. = Spielabbruch
- H = Heimspiel
- A = Auswärtsspiel
- * = Spiel auf neutralem Platz
- Hintergrundfarbe grün = Sieg
- Hintergrundfarbe gelb = Unentschieden
- Hintergrundfarbe rot = Niederlage

| Nr.                    | Datum      | Erg. | Gegner |   | Austragungsort | Anlass             | Bemerkungen |
| ---------------------- | ---------- | ---- | ------ | - | -------------- | ------------------ | --- |
| 1                      | 20.03.2002 | 1:2  | Kanada | H | Baltimore      | Freundschaftsspiel | Erstes Heimspiel Erste Niederlage Erste Heimniederlage Höchste Niederlage Höchste Heimniederlage Erstes Länderspiel gegen Kanada |
| 2                      | 23.03.2002 | 8:3  | Kanada | H | Washington     | Freundschaftsspiel | Erster Sieg Erster Heimsieg Höchster Sieg Höchster Heimsieg                                                                      |
| Stand: 24. August 2018 |            |      |        |   |                |                    | |

## Statistik
In der Statistik werden nur die offiziellen Länderspiele berücksichtigt.
Legende
- Sp. = Spiele
- Sg. = Siege
- Uts. = Unentschieden
- Ndl. = Niederlagen
- Hintergrundfarbe grün = positive Bilanz
- Hintergrundfarbe gelb = ausgeglichene Bilanz
- Hintergrundfarbe rot = negative Bilanz

### Gegner
| Land   | Kontinentalverband | Sp. | Sg. | Uts. | Ndl. | Torverhältnis |
| ------ | ------------------ | --- | --- | ---- | ---- | ------------- |
| Kanada | CONCACAF           | 2   | 1   | 0    | 1    | 9:5           |
| Gesamt | Gesamt             | 2   | 1   | 0    | 1    | 9:5           |

### Kontinentalverbände
| Kontinentalverband                 | Sp. | Sg. | Uts. | Ndl. | Torverhältnis |
| ---------------------------------- | --- | --- | ---- | ---- | ------------- |
| AFC (Asien)                        | 0   | 0   | 0    | 0    | 0:0           |
| CAF (Afrika)                       | 0   | 0   | 0    | 0    | 0:0           |
| CONCACAF (Nord- und Mittelamerika) | 2   | 1   | 0    | 1    | 9:5           |
| CONMEBOL (Südamerika)              | 0   | 0   | 0    | 0    | 0:0           |
| OFC (Ozeanien)                     | 0   | 0   | 0    | 0    | 0:0           |
| UEFA (Europa)                      | 0   | 0   | 0    | 0    | 0:0           |
| Gesamt                             | 2   | 1   | 0    | 1    | 9:5           |

### Anlässe
| Anlass              | Sp. | Sg. | Uts. | Ndl. | Torverhältnis |
| ------------------- | --- | --- | ---- | ---- | ------------- |
| Freundschaftsspiele | 2   | 1   | 0    | 1    | 9:5           |
| Gesamt              | 2   | 1   | 0    | 1    | 9:5           |

### Spielarten
| Spielart                       | Sp. | Sg. | Uts. | Ndl. | Torverhältnis |
| ------------------------------ | --- | --- | ---- | ---- | ------------- |
| Heimspiele (H)                 | 2   | 1   | 0    | 1    | 9:5           |
| Spiele auf neutralem Platz (*) | 0   | 0   | 0    | 0    | 0:0           |
| Auswärtsspiele (A)             | 0   | 0   | 0    | 0    | 0:0           |
| Gesamt                         | 2   | 1   | 0    | 1    | 9:5           |

### Austragungsorte
| Austragungsort | Land   | Sp. | Sg. | Uts. | Ndl. | Torverhältnis |
| -------------- | ------ | --- | --- | ---- | ---- | ------------- |
| Baltimore      | USA    | 1   | 0   | 0    | 1    | 1:2           |
| Washington     | USA    | 1   | 1   | 0    | 0    | 8:3           |
| Gesamt         | Gesamt | 2   | 1   | 0    | 1    | 9:5           |

### Spielergebnisse
|      | Gegentore | Gegentore | Gegentore | Gegentore |
| Tore | 0         | 1         | 2         | 3         |
| ---- | --------- | --------- | --------- | --------- |
| 0    | -         | -         | -         | -         |
| 1    | -         | -         | 1         | -         |
| 2    | -         | -         | -         | -         |
| 3    | -         | -         | -         | -         |
| 4    | -         | -         | -         | -         |
| 5    | -         | -         | -         | -         |
| 6    | -         | -         | -         | -         |
| 7    | -         | -         | -         | -         |
| 8    | -         | -         | -         | 1         |